# Flexblue
Flexblue é um conceito de pequena usina de energia nuclear (de 50 a 250 MWe), medindo cem metros de comprimento e cerca de 14 metros de diâmetro. Ele está sendo estudado pelo Grupo Naval (grupo industrial francês especializado na defesa naval e energias renováveis marinhas), desde 2008, em parceria com a AREVA, o CEA e o FED. Esta unidade de produção é apresentado pelos seus promotores como uma ferramenta de desenvolvimento modular, que poderia ser escolhida pelos países em desenvolvimento e áreas de países desenvolvidos que precisam compensar um défice de energia.[carece de fontes?]